# Wylie (Teksas)
Wylie – miasto w Stanach Zjednoczonych, w stanie Teksas, głównie w hrabstwie Collin, częściowo także w hrabstwach Dallas i Rockwall. Według spisu w 2020 roku liczy 57,5 tys. mieszkańców. Wylie jest północno–wschodnim przedmieściem aglomeracji Dallas.
11 kwietnia 2016 r. przez miasto przeszła burza z gradobiciem, a grad o wielkości piłki do softballu spowodował uszkodzenia 80% domów i straty o wartości ponad 300 milionów dolarów. 

## Demografia
W 2020 roku 54,1% populacji to biali (nie licząc Latynosów), 21,1% to Latynosi, 12% to byli czarni lub Afroamerykanie, 8,4% miało pochodzenie azjatyckie, 4,3% było rasy mieszanej i 0,5% to rdzenna ludność Ameryki.